# Серека (Хунедоара)
Серека (рум. Sereca) насеље је у Румунији у округу Хунедоара у општини Бериу. Oпштина се налази на надморској висини од 264 m.

## Становништво
Према подацима из 2002. године у насељу је живело 215 становника, од којих су сви румунске националности.